# کاکایی اودوین

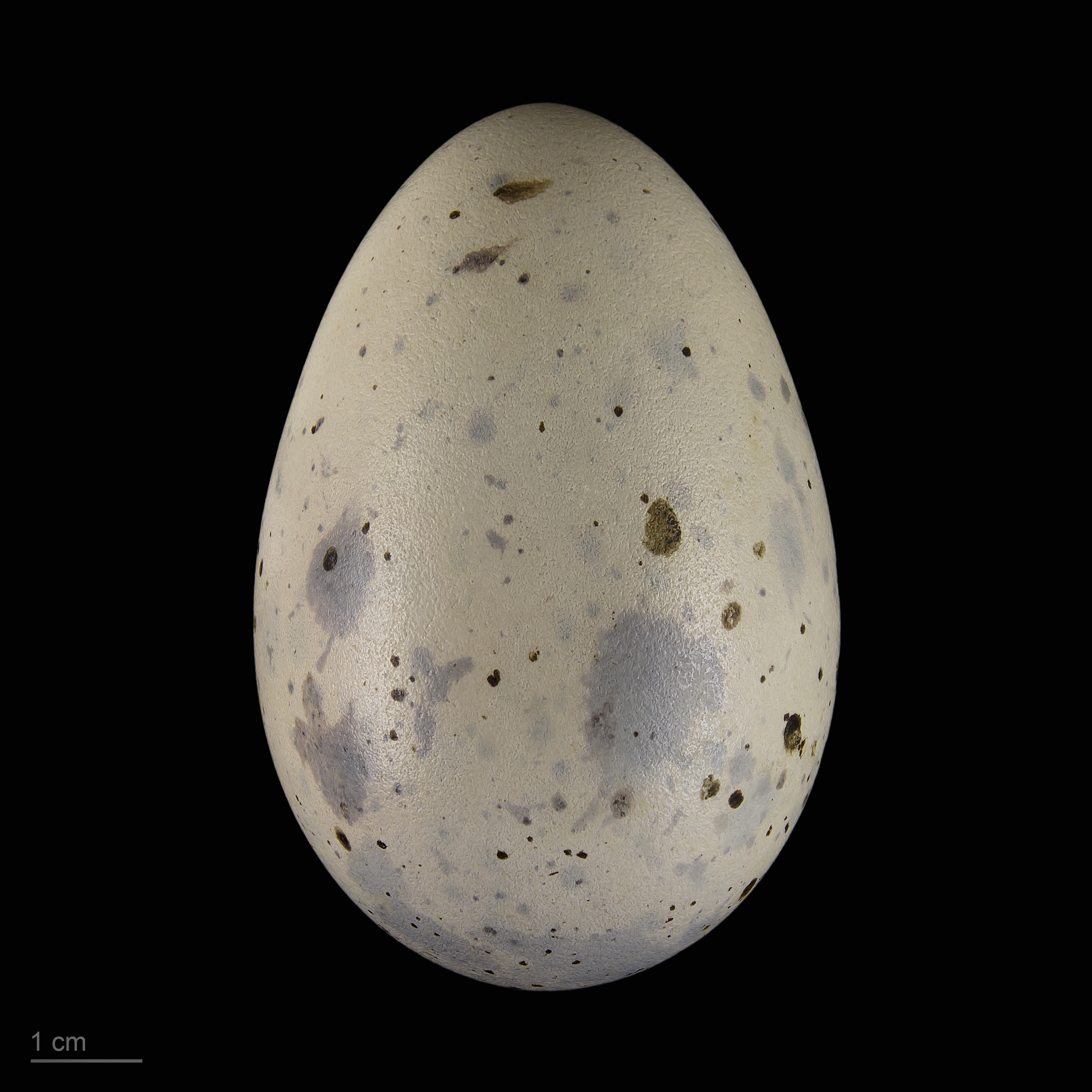
Ichthyaetus audouinii

کاکایی اودوین (نام علمی: Ichthyaetus audouinii) نام یک گونه از تیره مرغ نوروزی است.